# Reinaldo da Cruz Oliveira
Reinaldo da Cruz Oliveira (Itaguaí, Estado de Rio de Janeiro, Brasil, 14 de marzo de 1979), conocido como Reinaldo, es un exfutbolista y entrenador brasileño, se desempeñaba como delantero centro y se retiró en 2019. Jugó para clubes como el Flamengo, París Saint-Germain, São Paulo, Kashiwa Reysol, Santos, Al-Ittihad, JEF United Chiba, Botafogo, Figueirense, Bahia y Paraná.

## Trayectoria
| Futbolista                            |                         |      |      |
| País                                  | Club                    | Año  | Año  |
| Bandera de Brasil                     | Flamengo                | 1999 | 2001 |
| Bandera de Francia                    | París Saint-Germain     | 2001 | 2005 |
| Bandera de Brasil                     | São Paulo (cedido)      | 2003 | 2005 |
| Bandera de Japón                      | Kashiwa Reysol          | 2005 | 2005 |
| Bandera de Brasil                     | Santos                  | 2006 | 2006 |
| Bandera de Arabia Saudita             | Al-Ittihad              | 2007 | 2007 |
| Bandera de Japón                      | JEF United Chiba        | 2007 | 2008 |
| Bandera de Brasil                     | Botafogo                | 2009 | 2009 |
| Bandera de Corea del Sur              | Suwon Samsung Bluewings | 2010 | 2010 |
| Bandera de Brasil                     | Figueirense             | 2010 | 2011 |
| Bandera de Brasil                     | Bahia                   | 2011 | 2012 |
| Bandera de la República Popular China | Guangdong Sunray Cave   | 2012 | 2012 |
| Bandera de Brasil                     | Paraná                  | 2013 | 2013 |
| Bandera de Brasil                     | Metropolitano           | 2014 | 2014 |
| Bandera de Brasil                     | Luverdense              | 2014 | 2014 |
| Bandera de Brasil                     | Inter de Lages          | 2015 | 2015 |
| Bandera de la India                   | Goa                     | 2015 | 2015 |
| Bandera de Brasil                     | Boavista                | 2016 | 2016 |
| Bandera de la India                   | Goa                     | 2016 | 2016 |
| Bandera de Brasil                     | Brasiliense             | 2017 | 2019 |
| Entrenador                            |                         |      |      |
| País                                  | Club                    | Año  | Año  |
| Bandera de Brasil                     | Inter de Lages          | 2020 | 2020 |
| Bandera de Brasil                     | Nacional de Patos       | 2022 | 2022 |
| Bandera de Brasil                     | Carlos Renaux           | 2022 | 2022 |
| Bandera de Brasil                     | Maricá                  | 2023 | Act. |

## Palmarés

### Como futbolista
| Título                   | Club        | Año     |
| ------------------------ | ----------- | ------- |
| Campeonato Carioca       | Flamengo    | 1999    |
| Copa Mercosur            | Flamengo    | 1999    |
| Campeonato Carioca       | Flamengo    | 2000    |
| Campeonato Carioca       | Flamengo    | 2001    |
| Copa dos Campeões        | Flamengo    | 2001    |
| Supercampeonato Paulista | São Paulo   | 2002    |
| Copa de Francia          | PSG         | 2003–04 |
| Campeonato Paulista      | Santos      | 2006    |
| Liga Profesional Saudí   | Al-Ittihad  | 2006–07 |
| Korean FA Cup            | Suwon SB    | 2010    |
| Campeonato Brasiliense   | Brasiliense | 2017    |

### Como entrenador
| Título                      | Club   | Año  |
| --------------------------- | ------ | ---- |
| Campeonato Carioca Serie A2 | Maricá | 2024 |
| Copa Río                    | Maricá | 2024 |